# Gadjo dilo
Gadjo dilo (rum. Străinul nebun) – francusko-rumuński film fabularny z roku 1997 w reżyserii Tony’ego Gatlifa.

## Opis fabuły
Francuz Stéphane przyjeżdża do Rumunii, aby odnaleźć romską pieśniarkę Norę Lucę, której słuchał jego ojciec pod koniec swojego życia. Świat rumuńskiej prowincji szokuje przybysza, ale i dla Romów przybysz jest dziwnym i szalonym cudzoziemcem. Uwagę Stéphane'a przykuwa młoda Cyganka - Sabina, której radość życia i otwartość na pograniczu wulgarności nadają nowy sens jego podróży. W końcowej sekwencji filmu Rumuni dokonują pogromu na wiosce romskiej, niszcząc świat odkryty przez Stéphane'a.
Fabułę filmu oparto na historii zaprzyjaźnionego z Gatlifem muzykologa Alaina Webera. Film realizowano w wiosce Crețulești (okręg Dymbowica), leżącej niedaleko Bukaresztu, z udziałem miejscowych Romów. Norze Luce głosu użyczyła w filmie romska śpiewaczka z Węgier - Mónika Juhász Miczura. W 1998 film zdobył główną nagrodę na 41 Międzynarodowym Festiwalu Filmowym w Salonikach.

## Obsada
- Romain Duris jako Stéphane
- Rona Hartner jako Sabina
- Izidor Serban jako Izidor
- Ovidiu Balan jako Sami
- Angela Serban jako Angela
- Aurica Ursan jako Aurica
- Vasile Serban jako Vasile
- Ioan Serban jako Ioan
- Dan Astileanu jako Dumitru
- Florin Moldovan jako Adriani
- Valentin Teodosiu jako sekretarz
- Calman Kantor jako Radu
- Gheorge Gherebenec jako Gheorge
- Petre Nicolae

## Nagrody i wyróżnienia
- 1997: Międzynarodowy Festiwal Filmowy w Locarno
  - nagroda jury ekumenicznego
  - Srebrny Lampart
  - nagroda specjalna dla Rony Hartner

- 1997: Międzynarodowy Festiwal Filmowy w São Paulo
  - nagroda publiczności

- 1998: Międzynarodowy Festiwal Filmowy w Brukseli
  - nagroda dla najlepszej aktorki (Rona Hartner)

- 1998: Międzynarodowy Festiwal Filmowy w Paryżu
  - nagroda publiczności

- 1998: Międzynarodowy Festiwal Filmowy w Tromsø
  - nagroda publiczności